# Prince de Beira
Pour les articles homonymes, voir Beira.
 (mars 2023).
Si vous disposez d'ouvrages ou d'articles de référence ou si vous connaissez des sites web de qualité traitant du thème abordé ici, merci de compléter l'article en donnant les références utiles à sa vérifiabilité et en les liant à la section « Notes et références ».
Le prince ou la princesse de Beira (portugais : Príncipe / Princesa da Beira) désigne l’héritier présomptif du prince héritier de la couronne de Portugal, c’est-à-dire le prince royal ou le prince du Brésil suivant les époques. Le titre fait référence à la province historique de Beira au Portugal.

## Histoire
Le titre fut créé le 17 décembre 1734 par le roi Jean V pour sa petite-fille, la princesse dona Marie-da-Gloria de Portugal, premier enfant né du prince et de la princesse du Brésil, en disposant qu’il devrait être porté toujours par l’aîné ou l’aînée des petits-enfants du roi, issus des princes du Brésil, le titre réservé à l’héritier ou héritière de la Couronne portugaise jusqu’en 1815. Le titre de prince de Beira désigne depuis lors le deuxième héritier immédiat de la Couronne de Portugal, qui peut être aussi bien porté par les mâles que par les princesses.
Après que le Brésil fut érigé en royaume, parallèlement à la création en 1815 par Jean VI de Portugal du Royaume uni de Portugal, du Brésil et des Algarves, le titre de prince du Brésil fut aboli, et les successeurs prirent celui de prince royal. Le titre de prince de Beira resta aux héritiers des princes royaux de Portugal.
Les chefs de la maison royale de Portugal ne se considérant plus comme prétendants à la Couronne depuis l’avènement du prince Duarte II de Bragance, mais comme successeurs immédiats et héritiers des droits historiques de leur famille à la Couronne portugaise, ils portent le titre de duc de Bragance, réservé lui aussi aux anciens princes royaux, et confèrent celui de prince de Beira à leur successeur immédiat lors de sa naissance.
Porte actuellement le titre de prince de Beira le prince dom Afonso de Bragance, fils aîné du prince Duarte de Bragance, « duc de Bragance » et de la duchesse, née dona Isabel de Herédia.

## Armoiries du prince de Beira

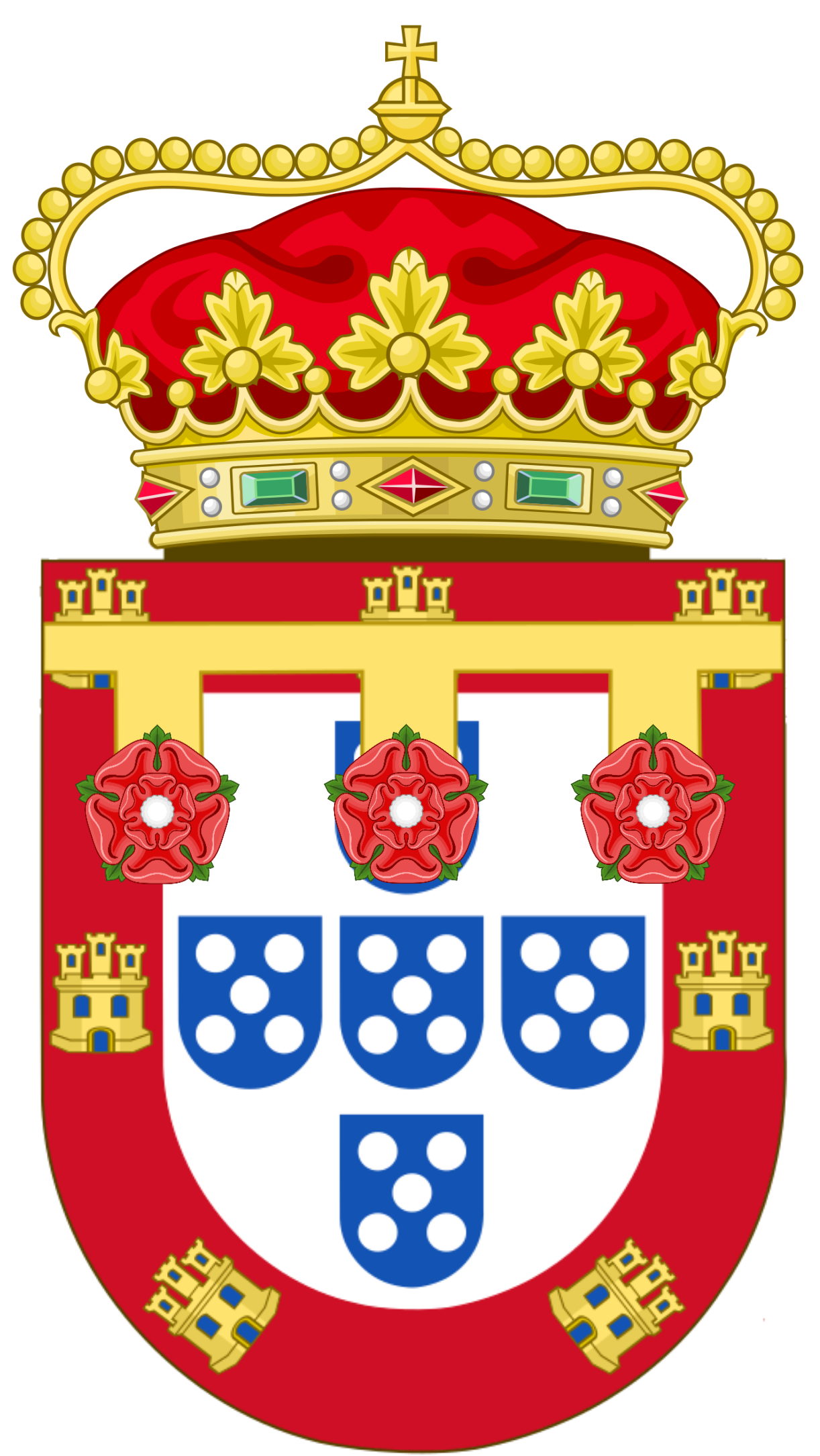
Armes du prince.

Les armes sont demeurées celles d’un infant de Portugal depuis le début du XVIIIe siècle, puisque marquées par une différence héraldique. Jusqu’à cette époque, le prince héritier de Portugal portait lui aussi une différence sur son écu, coutume abandonnée depuis ce temps-là.
Le chef de la maison royale de Portugal porte les armoiries du royaume de Portugal, avec la couronne royale, et les armes du prince de Beira sont toutes pareilles, pouvant seulement se distinguer de celles du prince son père par la couronne, tout aussi bien fermée, mais avec seulement quatre bras en or a la place de huit. Ses armoiries se placeront plus correctement aussi sur un manteau d’hermine, symbole de la Majesté des rois Très fidèles, puisque les princes de Beira, ensemble avec les anciens princes du Brésil et princes royaux, sont les seuls princes portugais ayant droit d’être appelés « altesses royales », les infants étant désignés comme « altesses ».
Ces armoiries représentent donc à  peu près celles portées actuellement par les infants dom Henrique et dom Miguel de Bragance, oncles du prince de Beira, et celles de son frère, l’infant dom Dinis de Bragance, duc de Porto.

## Liste des princes et princesses de Beira

### Filles aînées des monarques régnants
| Rang | Portrait                    | Prince                                                                                              | Période                                                         | Maison                      | Notes |
| --- | --------------------------- | --------------------------------------------------------------------------------------------------- | --------------------------------------------------------------- | --------------------------- | --- |
| 1 | Jeanne de Bragance          | Jeanne de Bragance Née le 18 septembre 1635 à Vila Viçosa — Morte le 17 novembre 1653 à Vila Viçosa | 18 septembre 1635 — 17 novembre 1653 18 ans, 1 mois et 30 jours | Deuxième maison de Bragance | Fille de Jean IV et de Louise-Françoise de Guzmán, Jeanne obtient le titre de princesse de Beira, spécialement créé pour sa naissance. |
| 2 | Catherine de Bragance       | Catherine de Bragance Née le 25 novembre 1638 à Vila Viçosa — Morte le 31 décembre 1705 à Lisbonne  | 17 novembre 1653 — 23 avril 1662 8 ans, 5 mois et 6 jours       | Deuxième maison de Bragance | Sœur cadette de la précédente, Catherine est la seule fille du couple, en 1653.                                                        |
| De 1662 à 1669, les rois de Portugal successifs (Alphonse VI et Pierre II) n’ayant pas de filles, le titre n’est pas porté. |                             | |                                                                 |                             | |
| 3 | Isabelle-Louise de Bragance | Isabelle-Louise de Bragance Née le 6 janvier 1669 à Lisbonne — Morte le 22 octobre 1690 à Lisbonne  | 6 janvier 1669 — 22 octobre 1690 21 ans, 9 mois et 16 jours     | Deuxième maison de Bragance | Fille de Pierre II et de Marie-Françoise de Savoie, Isablle-Louise est l’aînée des enfants du roi.                                     |
| De 1690 à 1711, le titre n’est pas porté.                                                                                   |                             | |                                                                 |                             | |
| 4 | Marie-Barbara de Bragance   | Marie-Barbara de Bragance Née le 4 décembre 1711 à Lisbonne — Morte le 27 août 1758 à Aranjuez      | 4 décembre 1711 — 20 janvier 1729 17 ans, 1 mois et 16 jours    | Deuxième maison de Bragance | Fille de Jean V et de Marie-Anne d’Autriche, Marie-Barbara est aussi l’aînée de sa fratrie.                                            |

### Héritiers des princes héritiers de Portugal
| Rang | Portrait                      | Prince                                                                                                  | Période                                                       | Maison                       | Notes |
| --- | ----------------------------- | --- | ------------------------------------------------------------- | ---------------------------- | --- |
| 5 | Marie-Françoise de Bragance   | Marie de Bragance Née le 17 décembre 1734 à Lisbonne — Morte le 20 mars 1816 à Rio de Janeiro           | 17 décembre 1734 — 31 juillet 1750 15 ans, 7 mois et 14 jours | Deuxième maison de Bragance  | Fille de Joseph de Portugal, prince du Brésil, la princesse eut successivement les titres de princesse de Beira et de princesse du Brésil avant de prendre le nom de « Marie Ire » et devenir reine de Portugal et des Algarves. |
| 6 | Joseph de Bragance            | Joseph de Bragance Né le 20 août 1761 à Lisbonne — Mort le 11 septembre 1788 à Lisbonne                 | 20 août 1761 — 27 février 1777 15 ans, 6 mois et 7 jours      | Deuxième maison de Bragance  | Fils aîné de la précédente et de Pierre de Bragance, Joseph devient prince du Brésil lorsque ses parents deviennent rois de Portugal, en 1777. Il a été marié (sans postérité) à sa tante la princesse Bénédicte de Portugal.    |
| 7 | Marie-Thérèse de Bragance     | Marie-Thérèse de Bragance Née le 29 avril 1793 à Lisbonne — Morte le 17 juin 1874 à Trieste             | 29 avril 1793 — 21 mars 1795 1 an, 10 mois et 20 jours        | Deuxième maison de Bragance  | Fille aînée de Jean de Bragance, prince du Brésil et de Charlotte-Joachime de Bourbon, Marie-Thérèse perd son titre lorsque son frère naît, en 1795.                                                                             |
| 8 | Antoine de Bragance           | Antoine de Bragance Né le 21 mars 1795 à Lisbonne — Mort le 11 juin 1801 à Lisbonne                     | 21 mars 1795 — 11 juin 1801 6 ans, 2 mois et 21 jours         | Deuxième maison de Bragance  | Frère cadet de la précédente, Antoine est l’aîné des mâles du prince et de la princesse du Brésil, jusqu’en 1801 lorsqu’il meurt.                                                                                                |
| 9 | Pierre d’Alcantra de Bragance | Pierre d'Alcantra de Bragance Né le 12 octobre 1798 à Lisbonne — Mort le 24 septembre 1834 à Lisbonne   | 11 juin 1801 — 20 mars 1816 14 ans, 9 mois et 9 jours         | Deuxième maison de Bragance  | Frère cadet du précédent, il devient l’aîné de la fratrie en 1801. Il perd son titre de prince de Beira pour prendre celui de prince royal lorsque son père, Jean VI, devient roi.                                               |
| De 1816 à 1819, le prince royal Pierre-d’Alcantra de Portugal n’ayant pas d’enfants, le titre n’est pas porté.                            |                               | |                                                               |                              | |
| 10 | Maria da Gloria de Bragance   | Maria da Gloria de Bragance Née le 4 avril 1819 à Rio de Janeiro — Morte le 15 novembre 1853 à Lisbonne | 4 avril 1819 — 26 avril 1820 1 an et 22 jours                 | Deuxième maison de Bragance  | Sœur cadette du précédent, elle devient l’aînée de la fratrie en 1801. Elle perd son titre de princesse de Beira lorsque son père, Jean VI, devient roi.                                                                         |
| 11 | Armoiries du prince           | Michel de Bragance Né et décédé le 26 avril 1820 (1 jour) à Rio de Janeiro                              | 26 avril 1820 1 jour                                          | Deuxième maison de Bragance  | Frère cadet du précédent, il est titré prince de Beira à sa naissance en tant que premier fils des princes royaux, mais il meurt le jour même.                                                                                   |
| 10 | Maria da Gloria de Bragance   | Maria da Gloria de Bragance Née le 4 avril 1819 à Rio de Janeiro — Morte le 15 novembre 1853 à Lisbonne | 26 avril 1820 — 6 mars 1821 10 mois et 8 jours                | Deuxième maison de Bragance  | Marie-da-Gloria redevient après la mort de son frère princesse de Beira. |
| 12 | Armoiries du prince           | Jean-Charles de Bragance Né le 6 mars 1821 à Rio de Janeiro — Mort le 4 février 1822 à Rio de Janeiro   | 6 mars 1821 — 4 février 1822 10 mois et 29 jours              | Deuxième maison de Bragance  | Frère cadet du précédent, il est titré prince de Beira à sa naissance en tant que premier fils des princes royaux, mais il meurt le jour même.                                                                                   |
| 10 | Maria da Gloria de Bragance   | Maria da Gloria de Bragance Née le 4 avril 1819 à Rio de Janeiro — Morte le 15 novembre 1853 à Lisbonne | 4 février 1822 — 12 octobre 1822 8 mois et 8 jours            | Deuxième maison de Bragance  | Pour la troisième fois, après la mort de son frère cadet Jean-Charles, Marie-da-Gloria reprend le titre de princesse de Beira jusqu’à ce que son père ne devienne empereur du Brésil.                                            |
| De 1822 à 1887, les princes royaux successifs (Pierre d’Alcantra et Charles de Bragance) n’ayant pas d’enfants, le titre n’est pas porté. |                               | |                                                               |                              | |
| 13 | Louis-Philippe de Bragance    | Louis-Philippe de Bragance Né le 21 mars 1887 à Lisbonne — Mort le 1er février 1908 à Lisbonne          | 21 mars 1887 — 19 octobre 1889 2 ans, 6 mois et 28 jours      | Troisième maison de Bragance | Fils du prince royal Charles de Portugal et d’Amélie d’Orléans, Louis-Philippe est l’ultime prince de Beira que la monarchie portugaise ait eu.                                                                                  |

### Titre de courtoisie: héritiers de prétendants au trône portugais
La Révolution du 5 octobre 1910 signe la fin de la monarchie portugaise ; le roi déchu Manuel II devient de facto prétendant au trône portugais, mais il n'a pas d'enfants ni d'héritiers collatéraux, et ses cousins issus de germains sont allemands, autrichiens ou roumains (quant à ses cousins plus lointains, les Orléans et Bragance, ils sont brésiliens). De son côté, la branche des prétendants miguelistes (les descendants du roi déchu Michel Ier, bannis et exclus pour toujours de la succession) est plus fertile : le prétendant « Édouard II » (1907-1976), petit-fils de Michel Ier, a trois fils, dont l'aîné prétend actuellement au trône de Portugal.
| Portrait            | Prince                                           | Période                                                  | Maison                      | Notes |
| ------------------- | ------------------------------------------------ | -------------------------------------------------------- | --------------------------- | --- |
| Duarte de Bragança  | Duarte de Bragança Né le 15 mai 1945 à Berne     | 15 mai 1945 — 24 décembre 1976 31 ans, 7 mois et 9 jours | Deuxième maison de Bragance | Arrière-petit-fils de Michel Ier, Duarte de Bragança devient prince de Beira à sa naissance en tant que fils du prétendant « Édouard II » et de Françoise d'Orléans-Bragance. |
| Armoiries du prince | Afonso de Bragança Né le 25 mars 1996 à Lisbonne | Depuis le 25 mars 1996 28 ans, 11 mois et 11 jours       | Deuxième maison de Bragance | Fils du précédent, Afonso devient prince de Beira en même temps que duc de Barcelos, en qualité d'héritier du duc de Bragance.                                                |